# Mastarihat Afamiyah
Mstriht Afamia (tiếng Ả Rập: مستريحة أفاميا) là một ngôi làng Syria nằm ở phó huyện Qalaat al-Madiq thuộc huyện Al-Suqaylabiyah, Hama. Theo Cục Thống kê Trung ương Syria (CBS), Mstriht Afamia có dân số 826 người trong cuộc điều tra dân số năm 2004.